# 에디우스
에디우스(Edius)는 윈도우가 설치된 PC 컴퓨터용 영상 편집 소프트웨어 패키지이다.
에디우스는 현대의 대부분의 비디오 포맷과 호환되는 비선형 편집기(NLE)이다. 이 소프트웨어는 3차원 편집을 지원한다. 이 소프트웨어에는 수많은 도구들이 기본으로 포함되어 있는데, 불안정한 샷을 위한 영상 안정화 기능과 더불어 NEWBlue Video Filters, proDAD 영상 효과, 그리고 오디오 마스터링 요구를 위해 Audio Effects Suite, AudioRestore, AGC & Mastering Effects Suite와 같은 iZotope VST 오디오 플러그인들을 제공한다.
에디우스는 카노푸스라는 일본 기업이 처음에 개발하여 2003년에 첫 선을 보였다. 2005년에 카노푸스는 그래스 벨리에 인수되었다.